# Isotomidae
Isotomidae är en familj av urinsekter. Enligt Catalogue of Life ingår Isotomidae i överfamiljen Isotomoidea, ordningen hoppstjärtar, klassen urinsekter, fylumet leddjur och riket djur, men enligt Dyntaxa är tillhörigheten istället ordningen hoppstjärtar, klassen urinsekter, fylumet leddjur och riket djur. Enligt Catalogue of Life omfattar familjen Isotomidae 587 arter. 
Isotomidae är enda familjen i överfamiljen Isotomoidea.

## Dottertaxa till Isotomidae, i alfabetisk ordning[1][2]
- Acanthomurus
- Agrenia
- Antarctophorus
- Anurophorus
- Appendisotoma
- Archisotoma
- Axelsonia
- Ballistura
- Blissia
- Bonetrura
- Coloburella
- Cryptopygus
- Cylindropygus
- Degamaea
- Desoria
- Folsomia
- Folsomides
- Folsomina
- Folsomotoma
- Gressittacantha
- Halisotoma
- Haploisotoma
- Hemisotoma
- Isotoma
- Isotomedia
- Isotomiella
- Isotomodella
- Isotomodes
- Isotomurus
- Jesenikia
- Marisotoma
- Metisotoma
- Micranurophorus
- Micrisotoma
- Mucrosomia
- Mucrotoma
- Neocryptopygus
- Pachyotoma
- Papillomurus
- Parisotoma
- Pectenisotoma
- Procerura
- Proctostephanus
- Proisotoma
- Proisotomurus
- Pseudanurophorus
- Pseudisotoma
- Rhodanella
- Scutisotoma
- Semicerura
- Setocerura
- Sibiracanthella
- Spinocerura
- Stachanorema
- Strenzketoma
- Subisotoma
- Tetracanthella
- Tibiolatra
- Tomocerura
- Tuvia
- Uzelia
- Weberacantha
- Vertagopus
- Womersleyella
- Yosiiella